# Andelskassen Oikos
 For alternative betydninger, se Oikos. (Se også artikler, som begynder med Oikos)
Oikos var en andelskasse, som arbejdede med lån til mikrofinansiering i den tredje verden. Oikos var inspireret af Muhammad Yunus 
Andelkassen Oikos var et pengeinstitut med en stærk etisk profil og et dobbelt formål:
• Yde sine kunder en god og konkurrencedygtig betjening
• Forbedre vilkårene økonomisk for fattige mennesker i ulande med lavt forrentede lån til bæredygtige projekter
Andelskassen Oikos blev den 20. december 2019 sammenlagt med Faster Andelskasse.

## Oikos økonomiske nøgletal
Oikos var et pengeinstitut fra 1994, som kombinerede bankvirksomhed i Danmark med investeringer i mikrolån til verdens fattige. Oikos henvendte sig til private kunder, organisationer, foreninger samt mindre erhvervsvirksomheder. Flere brugte Oikos som deres CSR (Corporate Social Responsibility) eller CSI profil.
Oikos puljen: Puljen ligger fast på ca. 10 millioner DKK

- 2005 10.353.000 kr.
- 2006 9.992.000 kr.
- 2007 9.425.000 kr.
- 2008 9.293.000 kr.
- 2009 11.000.000 kr.

Nøgletal Oikos